# O Craque
O Craque é um filme brasileiro de 1953 dirigido por José Carlos Burle, com roteiro de Alberto Dines. Faziam parte da equipe também Ruy Santos como diretor de fotografia e Gino Talamo como montador.

## Elenco
- Carlos Alberto..........como o jogador de futebol Julinho
- Eva Wilma...............como Elisa, amiga do jogador Julinho
- Herval Rossano........como Manuel
- José Carlos Burle.....como Alfredão, amigo de Julinho
- Liana Duval

## Sinopse
Minutos antes do começo de uma importante partida de futebol entre o Corinthians e a equipe uruguaia do Carrasco, o principal jogador do time paulista, Baltazar acaba cortado por causa de uma grave crise de apendicite. No lugar do artilheiro corintiano, é escalado o reserva Julinho, uma figura ainda vista com grande desconfiança por umaparte da torcida e da imprensa.
Em flashback, o espectador confere a história de Julinho, jogador amador de futebol no interior, que sofre constantemente com problemas crônicos no joelho direito, apesar de sua inegável habilidade como driblador e como goleador. A dolorosa lesão no menisco existe desde a infância, quando o jovem Julinho caiu de uma árvore ao tentar colher frutas para sua amiguinha Elisa.
A relação de amizade entre os dois, com o passar dos anos se transformou em amor, mesmo com a diferença de classe social existente, sendo Julinho de origem humilde e um empregado como qualquer outro na fábrica de Armando, o pai de Elisa. Após pedir demissão, por causa de uma discussão com o patrão , Julinho resolve apostar no conselho de seu amigo Alfredão. O rapaz viaja até a capital paulista paraparticipar de um teste de seleçãode jogadores para a equipe do Corinthians, aproveitando que Alfredão diz ser conhecido do técnico do time. A notícia da partida de Julinho da cidade é bem aceita por Manuel, o rival pelas atenções de Elisa desde a infância.(Caraça 2018)